# أحمد عبد الرحمن الراوي
الشيخ أحمد بن عبد الرحمن الراوي، كان عالِماً فاضلاً وواعظاً في جامع الآصفية، ولهُ مجلس علم في مدرسة الآصفية التي تقع في نفس الجامع، وكان يرتاد مجلسه العلماء والأدباء، ولقد أشتهر بالوعظ والتدريس ولقب ب(حلكـ الذهب) ومعناها (صاحب المواعظ الثمينة).

## وفاته
ولقد توفي أحمد عبد الرحمن الراوي في بغداد عام 1312هـ/1894م.